# Rabingha Salaman
Rabingha Salaman (Rabingha, Rabinga) est un village du Cameroun situé dans le département de la Bénoué et la région du Nord. Il fait partie des grands centres de la commune de Lagdo. Le marché hebdomadaire de Rabingha est l’un des cinq marchés les plus reconnus de la commune de Lagdo.
Le Centre de Formation Professionnelle de Rabingha offre des formations variées: élevage, agriculture, informatique, vendeur en pharmacie, délégué médical…

## Population
Le nombre d’habitants était de 6792 d’après le recensement de 2005. D’après le Plan Communal de Développement de Lagdo daté de 2015, le nombre d’habitants de Rabingha était de 13288.